# Nippon Kōkan

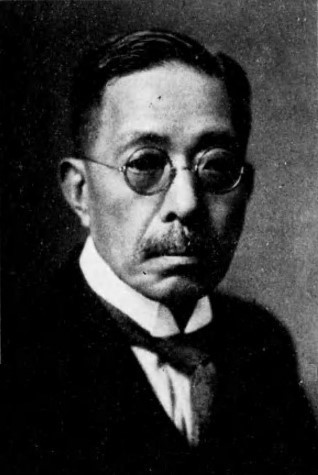
Shiraishi Motojirō

Nippon Kōkan K. K. (japanisch 日本鋼管株式会社), auch bekannt als NKK, war ein großer japanischer Stahlhersteller, der 2002 in JFE Holdings aufgegangen ist.

## Übersicht
Das 1912 von Shiraishi Motojirō (白石 元治郎; 1867–1945) als Japans erster Stahlrohrhersteller gegründete Unternehmen spielte eine Pionierrolle in der privaten Stahlindustrie. Anstatt sich 1934 an der Gründung von Nippon Steel zu beteiligen, arbeitete er lieber als Außenseiter an der Geschäftsentwicklung des Unternehmens, Er fusionierte eine Reihe von Stahlrohrunternehmen und gründete 1936 die lang gehegten Ōgimachi-Werke (扇町工場, Ōgimachi kōjō) in der Präfektur Kanagawa. 1940 übernahm Shiraishi das mit dem Asano-Firmenkonglomerat (浅野財閥) verbundenen „Tsurumi Steel Shipbuilding“ (鶴見製鉄造船, Tsurumi seitetsu zōsen) und expandierte in den Schiffbausektor. Dadurch wurde die Grundlage für ein umfassendes diversifiziertes Management mit drei Geschäftsbereichen geschaffen: Stahl, Schwerindustrie und Schiffbau.
Nach dem Zweiten Weltkrieg konzentrierte sich das Unternehmen auf den Bau der hochmodernen Fukuyama-Werke (福山製鉄所, Fukuyama seitetsujo) in der Präfektur Hiroshima. Der erste Hochofen wurde 1966 befeuert und mit Inbetriebnahme des 5. Hochofen 1973 wurde es die weltgrößte Anlage. Die Kapazität betrögt 16 Millionen metrische Tonnen Rohstahl pro Jahr. Mit der Rationalisierung der Keihin-Werke (京浜製鉄所, Keihin seitetsujo) und dem Bau eines neuen Werks in der Gegend von Ohgishima (扇島地) besetzte man die zweitgrößte Position in der Branche. Innerhalb der Schiffbauabteilung wurde die Tsu-Werft (津造船所, Tsu zōsensho) in der Stadt Tsu (Präfektur Mie) gegründet, Das erste Schiff wurde 1969 auf Kiel gelegt. Zu den verbundenen Unternehmen gehörte der Stahlrohrbergbau. Es erfolgte eine Geschäftsausweitung auf Immobilien- und Elektronikgeschäfte.
Im September 2002 wurde die Holdinggesellschaft „JFE Holdings“ durch eine Managementintegration mit „Kawasaki Steel“ gegründet. Im Oktober desselben Jahres wurden die Schiffbauunternehmen von Nippon Kōkan und Hitachi Zōsen integriert, es entstand „Universal Shipbuilding“ (ユニバーサル造船). Im April 2003 reorganisierte JFE Holdings seine Tochtergesellschaften Nippon Kōkan und Kawasaki Steel und ihre Konzernunternehmen in fünf Kernunternehmen: JFE Steel, JFE Engineering, JFE Urban Development, Kawasaki Microelectronics und JFE Giken.
Das Kapital von Nippon Kōkan belief sich im März 2002 vor der Fusion auf 233,7 Milliarden Yen und der Umsatz auf 955,5 Milliarden Yen.